# Ishana Night Shyamalan
Ishana Night Shyamalan (...) è una regista statunitense.
Ha avuto il suo debutto da regista con il film horror The Watchers- Loro ti guardano del 2024.

## Biografia
Nata a Philadelphia, figlia del regista M. Night Shyamalan, è cresciuta guardando film horror, acquisendo quindi una passione per questo genere cinematografico. Si è laureata alla Tisch School of the Arts dell'Università di New York. Shyamalan collabora spesso con la sorella maggiore Saleka, cantante e attrice, dirigendo la maggior parte dei suoi videoclip musicali. Ha inoltre diretto e scritto parecchi episodi della serie horror Servant, il cui produttore era proprio il padre della ragazza. Shyamalan ha diretto anche, insieme al padre, il film Old (2021) e Bussano alla porta (2023). Nel febbraio 2021 è stato annunciato che Shyamalan avrebbe voluto debuttare come regista con il film horror The Watchers - Loro ti guardano. Il film, prodotto dal padre di Shyamalan, è uscito in Italia il 7 giugno 2024.

## Filmografia

### Film
| Anno | Titolo                          | Regista | Scrittrice | Altro | Note                     |
| ---- | ------------------------------- | ------- | ---------- | ----- | ------------------------ |
| 2021 | Old                             | No      | No         | Sì    | Regista di seconda unità |
| 2023 | Bussano alla porta              | No      | No         | Sì    | Regista di seconda unità |
| 2024 | The Watchers - Loro ti guardano | Sì      | Sì         | No    | Debutto come regista     |

### Televisione
| Anno      | Titolo  | Regista | Produttrice | Scrittrice | Note                                             |
| --------- | ------- | ------- | ----------- | ---------- | ------------------------------------------------ |
| 2019-2021 | Servant | Sì      | Sì          | Sì         | Sceneggiatrice (10 episodi); regista (6 episodi) |